# Klevberget
Klevberget är ett naturreservat i Kinda kommun i Östergötlands län.
Området, som är naturskyddat sedan 2006, är 15 hektar stort. Reservatet omfattar en västbrant söder om Järnlunden. Reservatet består av löv- och barrskogsområden med gamla träd.